# 临浦城
临浦城，又称后阳城，是闽越的“拒汉六城”之一，遗址在今福建省南平市浦城县城东的石排下自然村的一个山梁上。西汉时期，由东越王余善下令建造，以防止西汉入侵。考古调查资料表明，遗址残存一段长约500米的月牙形城墙，地表上遗存有汉代的印纹陶、黑陶及灰陶器残片等物。